# The Bambi Molesters

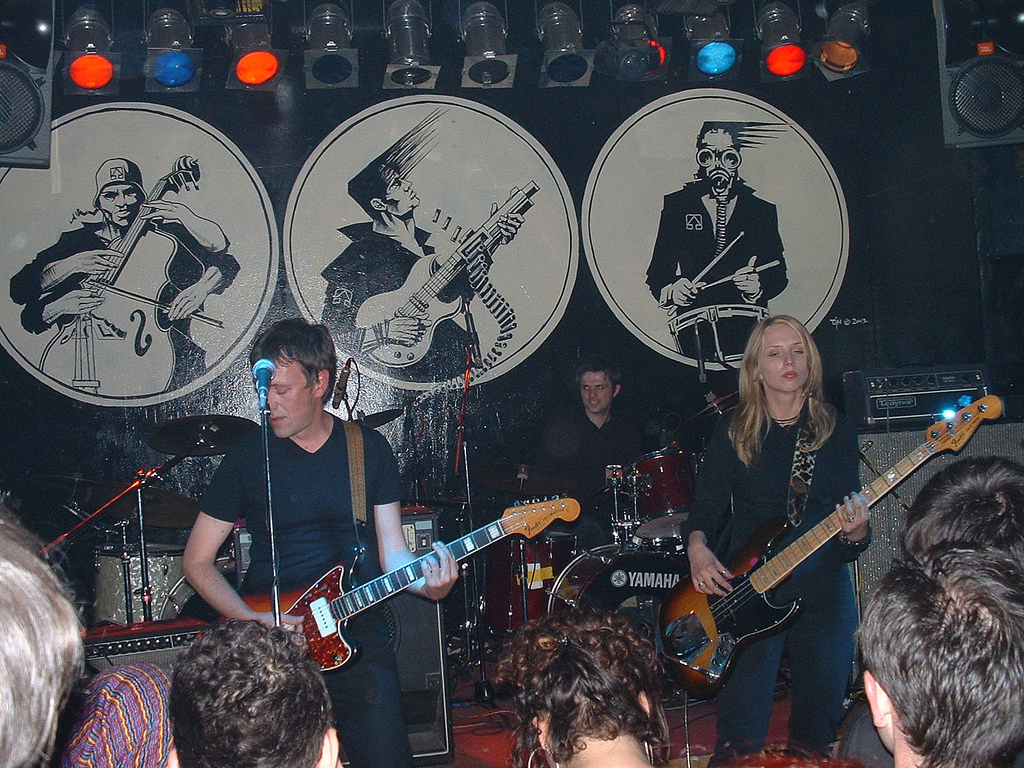
2001

The Bambi Molesters sind eine kroatische Surf-Rock-Band um die beiden Gitarristen Dinko Tomljanović und Dalibor Pavičić. Beeinflusst vor allem durch die Garagen- und Surfmusik der 1960er Jahre wusste das 1997 erschienene Debütwerk Dumb Loud Hollow Twang bei Rockkritikern und Independentpublikum zu gefallen.

## Geschichte
Die Bambi Molesters wurden 1995 in Sisak, Kroatien gegründet.
Alle 15 Stücke des 1997 auf dem Independent-Label „Dirty Old Town“ erschienenen Albums Dumb Loud Hollow Twang wurden in insgesamt drei Stunden aufgenommen. Produziert wurde das Album vom kalifornischen Surf-DJ Phil Dirt und später an das deutsche Plattenlabel Kamikaze Records lizenziert. Drei Lieder des Albums wurden für den Film Barabe („Viba film“, Slowenien) verwendet.
1999 unterzeichnete die Band einen Plattenvertrag mit dem Label „Dancing Bear“ und veröffentlichte ihr zweites Album Intensity!. Auch dieses Album wurde an „Kamikaze Records“ lizenziert. Das Lied C Alpha E ist auf dem Soundtrack des Films The Treat von Jonathan Gems (Mars Attacks!) zu finden.
Beide Alben, Dumb Loud Hollow Twang und Intensity!, wurden von der Musikpresse sehr positiv aufgenommen und für verschiedene kroatische Musik-Awards nominiert.
Im Dezember 2001 veröffentlichten die Bambi Molesters ihr drittes Album Sonic Bullets: 13 From the Hip. Das Album wurde im slowenischen Studio „RSL Production“ im August 2001 aufgenommen und wieder durch das Label „Dancing Bear“ veröffentlicht. Der kroatische Produzent Edi Cukeric und Ed Brooks (RFI/CD Mastering, Seattle, USA) waren für Produktion und Mastering zuständig. Im Juni 2002 wurde Sonic Bullets: 13 From the Hip dann durch „Big Beat“ („Ace Records“, London) für den Europäischen Markt veröffentlicht. Auf dem Album wirken Peter Buck (REM), Scott McCaughey (Young Fresh Fellows), The-Walkabouts-Frontman Chris Eckman, Terry Lee Hale, US-amerikanischer Singer/Songwriter, und Speedo Martinez (The Flaming Sideburns) mit. Buck war von den Kroaten so überzeugt, dass er sie einlud, einen Teil der REM Europa-Tour zu supporten und Eckman rief mit den Molesters das Projekt „The Strange“ ins Leben.
Im Februar 2002 spielten die Molesters auf dem Neuseeland-Festival. Von den sechs Shows in Wellington wurde eine live aufgenommen und im neuseeländischen Radio übertragen. Nach einer ausgiebigen Europa-Tournee 2003 begannen die Bambi Molesters, ihr erstes Album neu aufzunehmen. Neben einigen Änderungen der Arrangements wurden zusätzliche Bonustracks aufgenommen. Das Ergebnis Dumb Loud Hollow Twang - deluxe wurde im Dezember 2003 von „Dancing Bear Records“ veröffentlicht. Eine DVD-Dokumentation über die Band von 1999 bis 2003, The Bambi Molesters Backstage Pass, unter der Regie von Gonzo, wurde dem Album beigelegt.
Im Januar 2004 begannen die Molesters zusammen mit Chris Eckman und Phil Brown (Co-Produzent) im slowenischen Studio „Metro“ in Ljubljana die EP Comin' Undone und das Album Nights Of Forgotten Films unter dem Bandnamen „The Strange“ aufzunehmen.
Die Bambi Molesters tourten u. a. mit den Cramps, Man or Astro-man?, Chrome Cranks, The Flaming Sideburns oder R.E.M. in Kroatien, Europa und Neuseeland.

## Diskografie

### Veröffentlichungen der Bambi Molesters
- 1995 Bambi Molesters Play Out of Tune Kassette
- 1996 Coastal Disturbance EP
- 1997 Dumb Loud Hollow Twang
- 1998 Bikini Machines Single
- 1999 Intensity!
- 2001 Sonic Bullets: 13 From the Hip
- 2003 Dumb Loud Hollow Twang - deluxe
- 2003 The Bambi Molesters Backstage Pass DVD
- 2010 As the Dark Wave Swells
- 2011 A Night in Zagreb Live-Album

### Erscheinungen auf Kompilationen
- 1997 Smells Like Surf Spirit
- 1998 Rolling Stone - Rare Trax, Vol. 5 Summer In The City
- 1998 Feathers, Wood & Aluminium
- 1999 Tuberider
- 2000 Monster Party 2000
- 2002 For a Few Guitars More
- 2003 Guitar Ace: Link Wray Tribute
- 2006 Bang Bang Soundtrack

### Veröffentlichungen von The Strange
Mit Chris Eckman von den Walkabouts
- 2004 Comin' Undone EP
- 2004 Nights of Forgotten Films

## Mitglieder
- Dinko Tomljanović - Gitarre
- Dalibor Pavičić - Gitarre
- Lada Furlan Zaborac - Bass
- Hrvoje Zaborac - Schlagzeug